# Qard al-Hasan
Qardh al-Hasan (in arabo قرض الحسن‎? , trad. prestito benevolo) è una forma di prestito senza interessi (ricchezza fungibile e negoziabile) che viene estesa da un prestatore a un mutuatario sulla base della benevolenza (ihsan). Al-qardh, dal punto di vista della Shari'a, è un contratto non commutativo, in quanto comporta una struttura concessa solo per motivi di tabarru' (donazione). Pertanto, al-qardh al-hasan è un prestito gratuito esteso alle persone bisognose, per un determinato periodo di tempo. Alla fine di quel periodo, il valore nominale del prestito (asl al-qardh) deve essere pagato. In altre parole, la Shari'a vieta la stipula di un eccesso per il creditore, in quanto equivale a riba, indipendentemente dal fatto che l'eccedenza sia espressa in termini di qualità o quantità o che si tratti di un elemento tangibile o di un vantaggio. Tuttavia, è consentito che il rimborso del qardh (estinzione del prestito) venga effettuato con un eccesso (voce materiale, beneficio, servizio, ecc.), a condizione che tale eccesso non sia né espressamente previsto né implicitamente predisposto (attraverso collusione o tawatu') nel contratto di prestito.

## Etimologia
Qardh (in arabo قرض‎? ), tradotto come prestito in inglese, significa "tagliare", perché storicamente il prestatore taglia una parte della sua proprietà da concedere al mutuatario come prestito. La parola Hasan è derivata da Ihsan (in arabo احسان‎?), che è tradotto come splendido o bello.

## Basi scritturali
La parola qardh appare nel Corano in sei versetti: Q2: 245, Q5: 12, Q57: 11, Q57: 18, Q64: 17, Q73: 20. In ogni verso è usato come parte della frase qardh al-hasan, sempre in riferimento a un prestito ad Allah piuttosto che ad altri esseri umani.

Un esempio è 
 Se presti ad Allah, un bellissimo prestito [ tuqridu llaha qard hasan ], lo raddoppierà sul tuo (credito) e ti garantirà il perdono. . (Corano 64 (al-Tagabun): 16–17. ) 
Qardh appare anche in numerosi hadith . A differenza dell'uso nel Corano, nessuno degli hadith nelle raccolte di Bukhari, Muslim, Abu Dawud, Nasa'i, Ibn Majah, Tirmidhi, Muwatta, Musnad Ahmad o Darimi contiene la frase qardh al-hasan. Tutti usano qardh senza qualificatori.

## Concetto
Il concetto di Qardh al-hasan è di aiutare i poveri o i bisognosi offrendo loro un prestito senza alcun interesse. Il Corano afferma che un tale prestito è bello e ammirevole perché il mutuatario di tale prestito è Dio; non la persona che riceve i soldi. Secondo i versetti del Corano, Dio ammira le persone che pagano la loro ricchezza per i servitori di Dio usando questa affermazione "prestito a Dio", mentre questa ricchezza è fornita da Dio da parte delle persone.
Un'interpretazione diversa e non ortodossa dei versi del Corano sul qardh al-hasan (di MO Farooq) è che il contesto dei versi non "sembra avere nulla a che fare con il qardh in generale come transazioni commerciali in questo mondo", ma coinvolge invece "la transazione simbolica tra Allah e i credenti". In questo tipo di transazioni, i credenti possono solo concedere prestiti ad Allah, non doni, perché "Qualunque cosa offriamo ad Allah è ... trattata come prestito", poiché viene sempre restituita, "raddoppiata o anche di più". In contraddizione con gli insegnamenti giuridici religiosi ortodossi, secondo cui i versetti coranici vietano ai musulmani di addebitare interessi sui prestiti alle imprese, Farooq osserva che i versetti "non specificano alcun dettaglio in merito a condizioni o limitazioni, incluso se qardh o qardh al-hasan debbano essere senza eccessi. Al contrario, qardh al-hasan, come contratto con Dio, specifica costantemente un eccesso " (come il Corano parla di raddoppiare il qardh hasan) .

## Nel settore bancario e finanziario islamico
I contratti di Qardh al-hasan tra banche islamiche e mutuatari affermano che il mutuatario deve rimborsare solo l'importo preso in prestito, sebbene il mutuatario possa rimborsare denaro extra come ringraziamento. Prestiti come questo sono usati come tentativo di alleviare la povertà e creare crescita economica. Anche il Corano lo ha introdotto come elemento eccezionale, come sadaqah, zakat e waqf, che è un concetto necessario per fornire il benessere della società.
Qardh al-hasan sostiene il principio principale della fratellanza. Inoltre ci sono benefici come l'aiuto dei poveri, stabilire una relazione rafforzata tra poveri e ricchi, la giusta distribuzione del reddito nazionale tra tutti i cittadini, rimuovere le differenze di casta e la disoccupazione ed essere un atto con grande ricompensa al giorno della risurrezione .